# Lieu historique national de la Bataille-du-Moulin-à-Vent
Le lieu historique national de la Bataille-du-Moulin-à-Vent (anglais : Battle of the Windmill National Historic Site) est un site historique situé à Edwardsburgh/Cardinal (en) en Ontario (Canada). Le site commémore la bataille du Moulin-à-Vent de novembre 1838, bataille de la Rébellion du Haut-Canada qui a eu lieu autour d'un moulin à vent. En 1873, ce moulin est converti en phare par le ministère de la Marine. Il est alors connu sous le nom de phare de Windmill Point. Il est utilisé ensuite durant près d'un siècle.
En 1996, les Amis de Windmill Point ouvre la tour de pierre de 18,2 mètres de hauteur au public comme lieu historique national. La visiste permet de grimper au sommet du phare jusqu'à la lanterne qui permet une vue sur le fleuve Saint-Laurent.